# Trigger (Medizin)
Unter einem Trigger (engl.: „Auslöser“) versteht man in Medizin und Psychologie den Auslöser für einen Vorgang, der eine Empfindung, einen Affekt, eine maschinelle Beatmungsunterstützung, ein Symptom (z. B. Schmerz) oder eine Erkrankung auslösen kann.

## Trigger in der Anästhesiologie
In der Anästhesiologie kann durch gasförmige Inhalationsanästhetika (Halothan) und depolarisierende Muskelrelaxanzien (Succinylcholin) – sogenannte Triggersubstanzen – eine Maligne Hyperthermie ausgelöst werden, eine sehr seltene, lebensbedrohliche Komplikation einer Narkose. Durch die Verabreichung solcher Substanzen wird bei entsprechender genetischer Veranlagung eine Stoffwechselentgleisung in der Skelettmuskulatur verursacht.

## Trigger in der Chirurgie
Herzschrittmacher sind an Elektroden angeschlossen, die gleichzeitig sowohl zur Wahrnehmung der Herzfunktion als auch zur Stimulation dienen. Über diese Elektroden wird ein Elektrokardiogramm (EKG) aufgenommen und ausgewertet. Je nach Einsatzzweck und Aufbau werden verschiedene Signale aus dem EKG als Trigger verwendet. Häufig wird der QRS-Komplex aus dem EKG als Trigger verwendet, um den Herzschlag zu detektieren. Wird innerhalb einer einstellbaren Zeitdauer kein Herzschlag detektiert, folgt eine Stimulation mit einem elektrischen Impuls.

## Trigger in der Dermatologie
Die Haut von Patienten, die an einem atopischen Ekzem leiden, ist sehr empfindlich gegenüber inneren und äußeren Irritationen, die als Provokationsfaktoren oder Trigger bezeichnet werden. Sie können in Verbindung mit starkem Juckreiz eine Hautrötung auslösen, die sich rasch zu einem Ekzem entwickelt.

## Trigger in der Inneren Medizin
Bei Autoimmunerkrankungen wie z. B. Diabetes mellitus, Lupus erythematodes, Psoriasis, Zöliakie können z. B. UV-Licht, Stress, Infektionen, Hormone, Medikamente die Krankheit selbst oder einen Schub auslösen.

## Trigger in der Intensiv- und Notfallmedizin
In der Intensiv- und Notfallmedizin wird die IPPV-Beatmung (Intermittent positive pressure ventilation) eingesetzt, wobei die Beatmungsmaschine versucht, das Atemvolumen konstant zu halten und dafür den Beatmungsdruck variiert. Die als Trigger bezeichneten Atembemühungen des Patienten werden erkannt und synchronisiert unterstützt.
Bei der assistierten Spontanatmung erzeugt der Patient am Beginn der Einatmung selbst einen Atemgasfluss, den das Beatmungsgerät erkennt (sog. Fluss-Trigger). Die Geschwindigkeit wird in Liter je Minute vom Gerät erfasst. Überschreitet der vom Patienten erzeugte Atemgasfluss die voreingestellte Schwelle, also das eingestellte Triggerniveau, so drückt das Atemgerät mit dem voreingestellten höheren Druck Atemluft für eine bestimmte Zeit in den Beatmeten und erleichtert so den Atemzug.

## Trigger in der Neurologie
Bei der Trigeminusneuralgie können als Trigger für die Schmerzen wirken: Kauen, Sprechen, Schlucken, Zähneputzen, Berührung im Gesicht, kalter Luftzug oder Bewegungen der Gesichtsmuskulatur.
Der Cluster-Kopfschmerz kann durch eine ganze Reihe von Triggern ausgelöst werden, beispielsweise durch Alkohol, Hitze, Lärm und viele andere.

## Trigger in der Orthopädie
In der Orthopädie können lokal begrenzte Muskelverhärtungen in der Skelettmuskulatur als Trigger wirken, die lokal druckempfindlich sind und von denen übertragene Schmerzen ausgehen können. Zur Beseitigung des sogenannten myofaszialen Schmerzsyndroms wird die Triggerpunkttherapie angewendet.
Trigger sind nicht mit Triggerpoints (Synonym: Tenderpoints) zu verwechseln, umschriebene, ca. 1 cm große Punkte in der Muskulatur (einschließlich der Sehnenansätze), die bei „normalem“ palpatorischen Druck schmerzhaft sind. Sie können jedoch außerhalb des palpierten Punktes einen fortgeleiteten Schmerz (referred pain) in dem betroffenen Muskel und/oder in der zugehörigen Region „triggern“. Siehe auch Fibromyalgie.

## Trigger in der Pflege
Ein häufiges Problem bei querschnittgelähmten Patienten ist die kontrollierte Blasenentleerung. Durch rhythmisches Beklopfen (Triggern) der Blasengegend kann die Harnblase zur Entleerung gebracht werden.

## Trigger in Psychiatrie und Psychologie
In der Psychiatrie kann durch einen Schlüsselreiz ein Flashback ausgelöst werden. Die betroffene Person hat dabei ein durch den Trigger ausgelöstes plötzliches, intensives Wiedererleben eines vergangenen Erlebnisses oder früherer Gefühlszustände; das kann so stark sein, dass die Person unfähig ist, sie als Erinnerung zu erkennen und erlebt sie förmlich als aktuelles Ereignis.
Als Intrusion wird das Wiedererinnern und Wiedererleben von psychotraumatischen Ereignissen in der Psychotraumatologie verstanden. Intrusionen gelten als Symptom der Posttraumatischen Belastungsstörung (PTBS), aber auch der Zwangsstörung, die zumeist durch einen Trigger ausgelöst werden.

## Trigger in der Zahnmedizin
In der Zahnmedizin werden auslösende Faktoren von Parafunktionen (Bruxismus), beispielsweise Fehlkontakte der Zähne, als Trigger bezeichnet.